# Lelio Colista
Lelio Colista   (Roma, 13 de gener de 1629 - Roma, 13 d'octubre de 1680) fou un compositor, llaütista i guitarrista barroc italià.
Finançat pel seu pare, que va ocupar un lloc important a la Biblioteca del Vaticà, Colista va rebre ben aviat una excel·lent formació musical, probablement al Seminari Romano. Va dominar diversos instruments, especialment el llaüt, la guitarra i el tiorba. Ja als 30 anys va ocupar un lloc lucratiu de custodi delle pittore a la capella papal. En la dècada que va seguir (la dècada de 1660) va ser mestre de capella a titular a l'església "San Marcello al Corso" de Roma; es perderen dos oratoris que va escriure per Sant Marcello el 1661 i el 1667. El 1664, juntament amb Bernardo Pasquini, va formar part de la comitiva de 200 que van acompanyar el cardenal Flavio Chigi en una missió diplomàtica a la cort de Lluís XIV a Versalles. Durant els darrers vint anys de la seva vida, va ser un compositor i professor a Roma amb molta demanda. Va ser professor de guitarra de Gaspar Sanz. El 1675 es va convertir en membre de l'"Arciconfraternita delle Sacre Stimatte a Roma".
Va escriure sobretot música instrumental i, tot i que no es van publicar peces durant la seva vida, la seva influència en els músics residents a Roma i Anglaterra va ser significativa. Colista va influir en les sonates de trio de Corelli i Purcell a través de les seves primeres sonates da chiesa per a dos violins i baix continu, que el compositor va descriure com a simfonies. Arcangelo Corelli va mencionar Colista en la prefaci del seu Opus 1 com un dels més professori musici di Roma. Michael Tilmouth titula Colista "sens dubte el més important dels models italians per a les sonates del trio de Henry Purcell", "no només pel que fa a l'estructura general, sinó també en l'ús del terme "canzona" i en la naturalesa i el tractament, tant contrapunta ment com pel que fa a la modificació rítmica del seu material temàtic".
La música de Colista va ser admirada tant pel públic com pels mecenes. El 1650, l'erudit jesuïta Athanasius Kircher va ser descrit com a real "Romanae urbis Orpheus" (veritablement Orfeu de la ciutat de Roma). Les seves obres solen referir-se al catàleg temàtic d'Antonella D'Ovidio, amb el nom de WK.